# 中川水循環センター

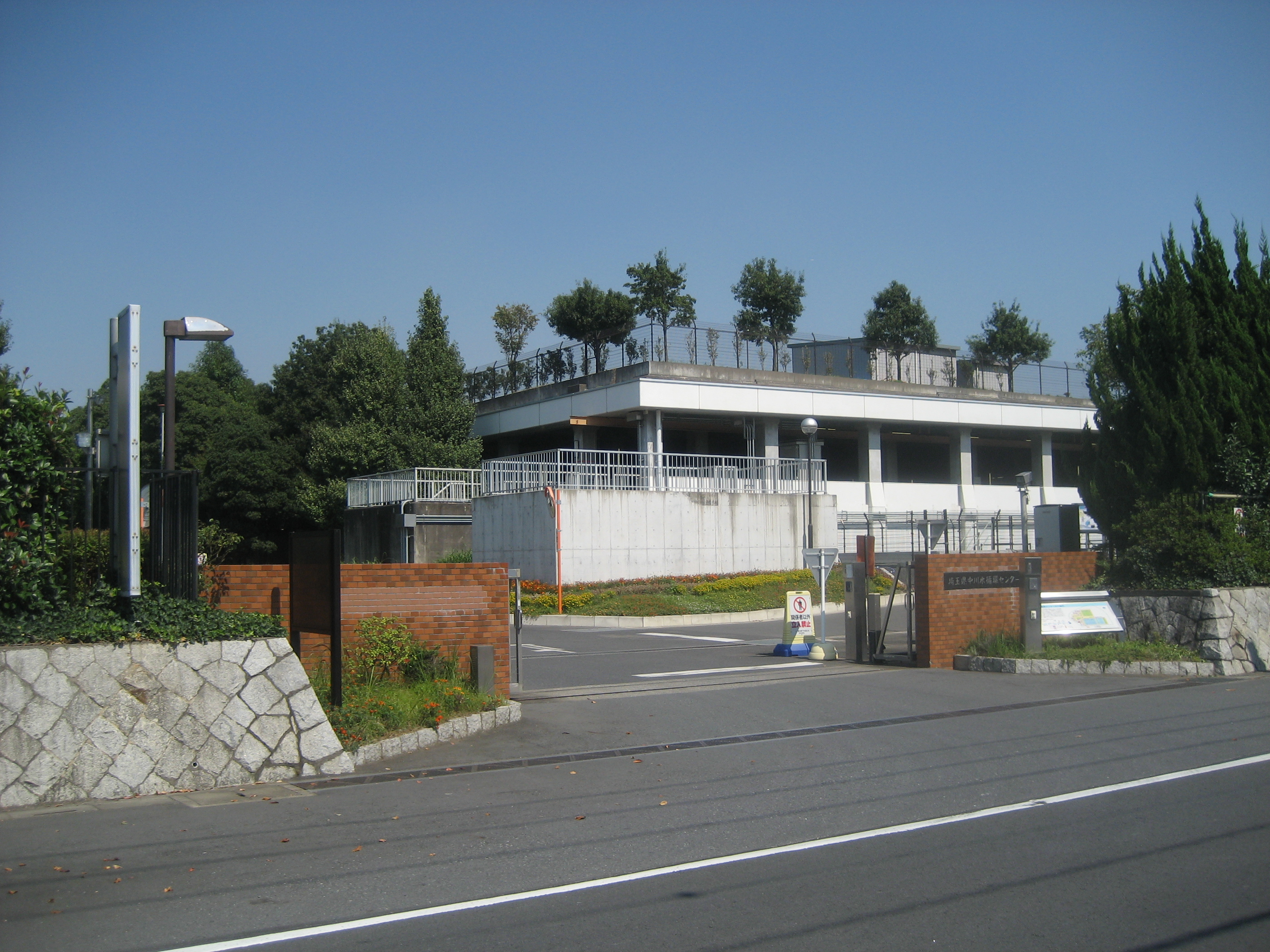
中川水循環センター

中川水循環センター（なかかわすいじゅんかんセンター）は、埼玉県三郷市にある県営の下水処理場。中川流域の下水道処理を行っている施設である。

## 概要
さいたま市（一部のみ）・川口市（一部のみ）・春日部市・草加市・越谷市・八潮市・三郷市・蓮田市・幸手市・吉川市・白岡市・伊奈町・宮代町・杉戸町・松伏町の下水処理を行っている。埼玉県下水道公社が維持管理を行う。敷地面積は59.7ha。中央幹線、浦和幹線、川口幹線、岩槻幹線、中川幹線などが敷設されている。また、春日部市には春日部中継ポンプ場が設置されている。

## 所在地
- 埼玉県三郷市番匠免3丁目2番2

## 周辺
- 三郷ジャンクション
- 東京都水道局三郷浄水場
- ピアラシティ
- 三郷市役所
- 三郷市斎場
- 三郷市総合体育館
- 三郷市番匠免運動公園（当施設の拡張予定地を暫定利用している。）
- 埼玉県立三郷高等学校